# O Silêncio
O Silêncio (Portugiesisch für: Die Stille) ist ein schwarzweißer Kurzfilm der portugiesischen Regisseure Pedro Caldeira und Paulo Graça aus dem Jahr 2020. Der Film trägt Züge eines Horrorfilms und ist eine Verfilmung der gleichnamigen Kurzgeschichte der portugiesischen Schriftstellerin Sophia de Mello Breyner Andresen aus dem Jahr 1966 (1984 in Histórias da Terra e do Mar veröffentlicht).

## Handlung
Eine Frau sitzt zufrieden in ihrem vertrauten kleinen Haus, wohlige Stille umgibt die Wände und umhüllt und unterstreicht alle Dinge im Haus.
Dann durchringt ein Schrei die Nacht. Die Frau geht verängstigt auf die Straße und sieht weiter unten einen knienden Mann und eine vor ihm auf dem Boden sitzende Frau, die abwechselnd schreit und um sich schlägt und dann wieder apathisch in sich zusammenfällt. Irgendwann kann der Mann sie aufrichten, und sie gehen davon.
Die Frau geht verängstigt zurück in ihr Haus. Doch plötzlich fühlt sie sich hier fremd. Auch wenn alles noch am gleichen Platz ist, so fühlt sich jetzt alles kalt und ungewohnt für sie an.

## Produktion und Rezeption
Der Film wurde 2020 durch die Filmproduktionsgesellschaften Tripé und Dream IT in Koproduktion mit Espaço O produziert, mit finanzieller Unterstützung durch die Stadtverwaltung von Tomar, wo der Film gedreht wurde. Als Filmmusik ist das Stück Quiet Resource des schwedischen Komponisten Figge Boström zu hören, von der Pianistin Evelyn Stein interpretiert.
Seine Premiere feierte das Werk am 8. September 2020 im Lissabonner Cinema São Jorge beim 14. MOTELX-Horrorfilmfestival. Er lief danach auf weiteren internationalen Filmfestivals, vor allem auf jungen Festivals wie das Fisheye Film Festival in High Wycombe, das New Indie Film Festival London (NIFF) oder das Swindon Independent International Film Festival (alle drei UK), das 4. Festival Triste Para Sempre (Lissabon), das 3in1 Film Fest im portugiesischen Almeirim (alle 2021) oder das Couch Film Festival in Toronto (2022).